# Bradford and Foster Brook Railway

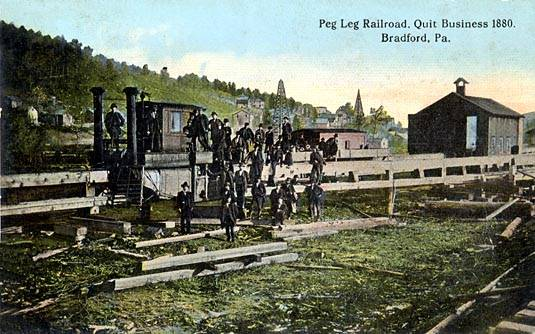
Bradford & Foster Brook Monorail

Die Bradford & Foster Brook Railway war eine 6,4 Kilometer (4 Meilen) lange Einschienenbahn zwischen Bradford und Gilmore in Pennsylvania. Sie war eine der ersten Einschienenbahnen in den USA.

## Geschichte
Nach dem Bau und der Vorführung der Centennial Monorail auf der Centennial International Exhibition von 1876 dachte General LeRoy Stones, eine Einschienenbahn sei die Lösung der Transportprobleme in den Sümpfen bei Bradford. Das Konzept ähnelte dem der Lartigue-Einschienenbahn: Das Traggleis war auf A-förmigen Rahmen aus Kanthölzern (300 mm × 300 mm) aufgeständert, auf denen aufrecht stehende Doppelflanschräder liefen. Außerdem gab es 914 mm (3 Fuß) unterhalb der Tragschiene zwei seitliche Führungsschienen, um das Fahrzeug auszubalancieren. An den Bahnübergängen und Weichen wurden die Tragschiene wie bei einem Gartentor um ein Scharnier bewegt.
1876 war Bradford eine sich schnell entwickelnde Öl-Stadt mit Maschinen und Öl im Wert von Tausenden von Dollar, die zum Transport bereit standen. Wegen der matschigen Straßenverhältnisse verzögerte sich der Transport zu den Ölfeldern. Mit dem Bau der Einschienenbahn wurde deshalb schon vor der Gründung der Eisenbahngesellschaft am 31. Oktober 1877 begonnen. Bereits im Januar 1878 wurde sie in Betrieb genommen.
Mehrere Dampflokomotiven wurden gebaut. Die erste hatte einen Zwillingskessel unterhalb der Tragschiene. Sie war schnell verschlissen und durch eine größere Lok mit einem einzelnen konventionellen Kessel ersetzt. Diese Lok hatte nur zwei Tragräder und überlastete dadurch die Tragschiene einer Brücke so sehr, dass sie auf der vierten Fahrt entgleiste. Bei dem Unfall wurde niemand verletzt, aber mehrere Personen mussten aus dem Fluss gezogen werden. Es ist nicht bekannt, ob die Lok nach dem Unfall weiterhin in Betrieb war. Auf jeden Fall wurde im darauffolgenden Jahr die dritte Lok beschafft, diesmal wieder mit einem gebraucht erworbenen Zwillingskessel. Die Kessel waren anhand der Spezifikation getestet worden, aber auf der ersten Probefahrt im Januar 1878 lief der Kessel trocken. Nachdem ein unerfahrener Heizer daraufhin zu viel Wasser eingefüllt hatte, explodierte der Kessel, wobei 6 Personen ums Leben kamen. Danach wurde der Betrieb nicht wieder aufgenommen. Die Einschienenbahn wurde zur Verschrottung abgebaut und durch eine Schmalspurbahn ersetzt.